# 罩杯
罩杯是表示胸罩的大小的表示方式。

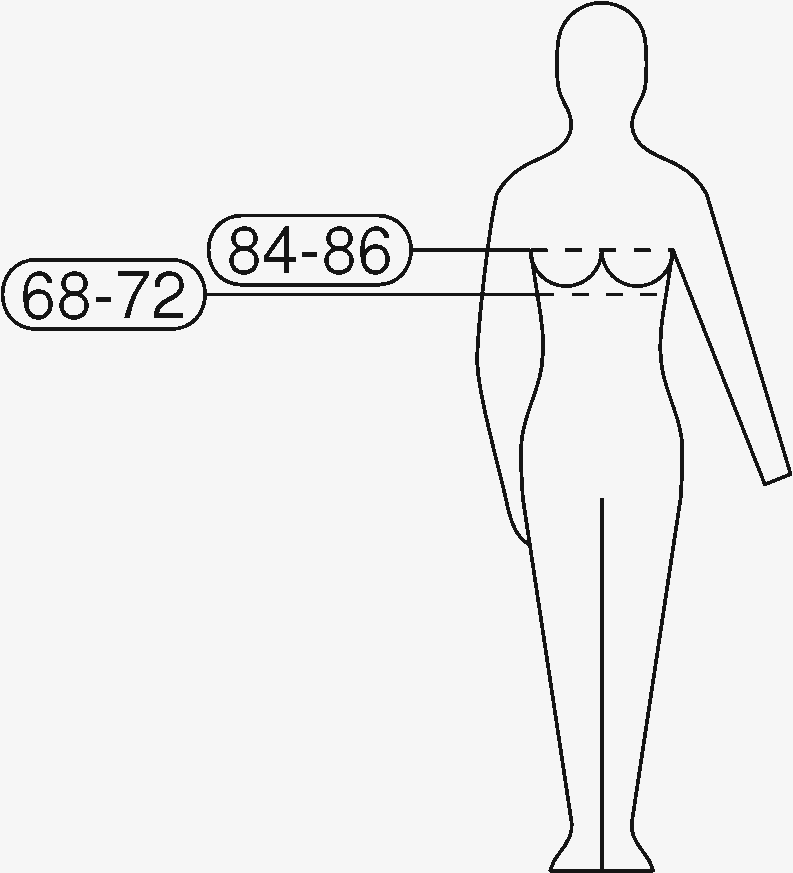
歐洲的罩杯70B是選用EN13402-1尺寸

罩杯的尺寸標準，根據製造商的不同，版型可能有所不同因而穿著效果上有所差異。罩杯尺寸大致是下列公式換算可得知：
罩杯尺寸 = 上胸围 - 下胸围
胸罩的尺寸一般由下胸围加一个表示尺寸的字母表示。

## 测量方式

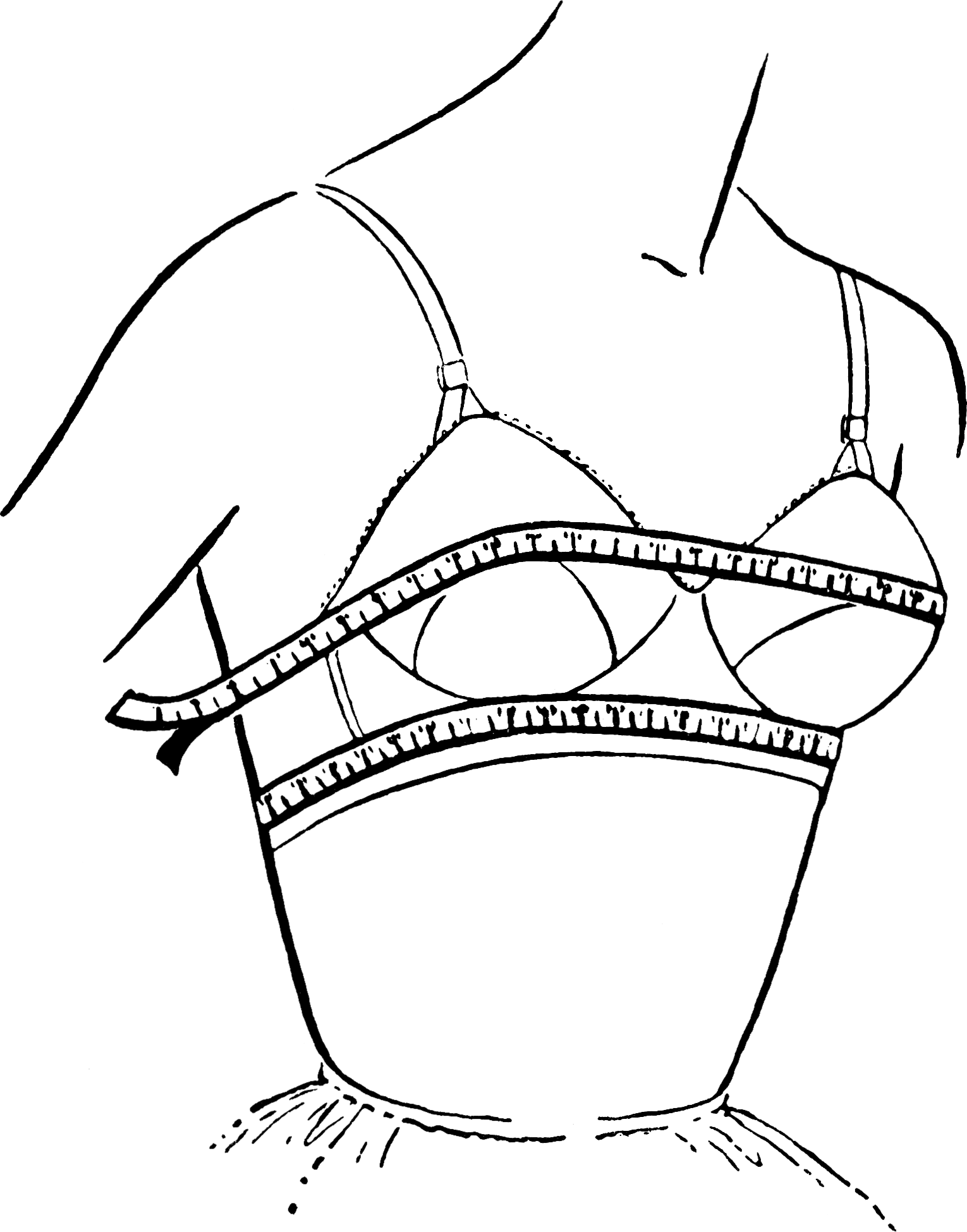
测量上下胸围

下胸围通过在乳房下皱襞处水平拉紧软尺得到。测量的结果四舍五入到当地尺寸系统中最接近的值，例如在英美系统中就是使用最近的偶数英寸。旧时有将测得周长加4英寸（10）作下胸围并依此计算尺寸的做法，但自约2013年起已不采用。在英美国家，造成这个改变的运动称为“向+4宣战”（war on plus 4）。
上胸围通过将软尺绕过乳房最丰满的部位（通常是乳头）并拉紧测量得到，被测者最好应站直，将手臂放在身体两侧，并佩戴尺寸合适的胸罩。上胸围测量所得的单位和下胸围一致。

## 几种主要胸罩尺码标准
部分特定內衣罩杯尺寸會自行升級或因加墊升級，其他或因版型關係罩杯有些微深淺差異，各地也會有所不同。
胸罩的尺碼是胸罩的大小的表示方式，根據地区和製造商的不同，標準也不同。目前较常见采用数字加字母的表示方式（例如75B）是通过以下两个长度来计算的。
- 胸围（胸部最饱满处的胸围长度）
- 下胸围（胸部基底处的胸围长度）

数字代表下胸围，例如60、65、70、75等；字母代表胸围与下胸围之差即胸罩的罩杯，例如A、B、C等。具体的计算方式和表示方法因各个地区所采取的系统而有差异。
成人胸罩一般由65公分作为最小尺码，以每5公分来区分一个尺码，一般最大到90号。美国则一般采用下胸围的英寸值加一个附加值作为号码，由30号开始，每1英寸（约等于2.54公分）来区分一个尺码，一般最大到40号。

### 欧盟/国际通用
当今欧洲以至国际通用的胸罩尺码标准有以下优点：
- 测量所得的下胸围直接作为尺寸表示的第一部分
- 罩杯的顺序严格按照字母表顺序
- 罩杯的分级更加细化

欧盟的尺码中，每级下胸围差距为 5 cm，每级别罩杯之间为 2 cm。

#### 欧盟胸罩尺码对照表
下胸围和罩杯可以通过以下两个表格来确定：
| 下胸围（厘米） | 下胸围尺码 |
| -------------- | ---------- |
| 63–67          | 65         |
| 68–72          | 70         |
| 73–77          | 75         |
| 78–82          | 80         |
| 83–87          | 85         |
| 88–92          | 90         |
| 93–97          | 95         |
| 98–102         | 100        |
| 103–107        | 105        |
| 108–112        | 110        |

| 胸围-下胸围（厘米） | 罩杯 |
| ------------------- | ---- |
| 10–12               | AA   |
| 12–14               | A    |
| 14–16               | B    |
| 16–18               | C    |
| 18–20               | D    |
| 20–22               | E    |
| 22–24               | F    |
| 24–26               | G    |
| 26–28               | H    |
| 28–30               | I    |
| 30–32               | J    |
| 32–34               | K    |
| 34–36               | L    |

罩杯符号（Cup E、F、G……）可以根据字母表顺序依此扩展。
例如：75B代表下胸围是75厘米，胸围大约是90厘米。

### 英国、美国
美国胸罩尺码标准可以追溯到1930年代，是历史最为悠久的标准，但是其分级不够细化，并且是以大胸部甚至超大胸部为导向的。罩杯的表示也没有单位化，较为混乱。最大的缺点是罩杯的计算根据不同生产厂商而有所不同。

#### 美制胸罩尺寸计算方法
- 下胸围以英寸为单位进行测量 （1 英寸 = 2.54 公分），舍入到最近2的倍数（尺码数 34, 36, 38 等）
- 胸围以英寸为单位进行测量
- 尺码数差作为罩杯（≤ 1 英寸 = A, ≤ 2 英寸 = B, ≤ 3 英寸 = C 等）

例如
下胸围: 30 英寸 (76 cm)
→ 下胸围尺码数 = 30
上胸围: 35.5 英寸 (90 cm)
35.5−30 = 5.5
→ 罩杯 = DD/E
得出美制胸罩尺码为30 DD/E（胸罩尺寸）。 相对应的国际标准尺寸表示为65 DD/E 

#### 美制胸罩尺码对照表
通过以下两个表格可以直接进行以厘米为单位的胸罩尺码转换：
| 下胸围     | 胸罩 尺码数 (USA) |
| ---------- | ----------------- |
| 60–65 cm   | 30                |
| 65–70 cm   | 32                |
| 70–75 cm   | 34                |
| 75–80 cm   | 36                |
| 80–85 cm   | 38                |
| 85–90 cm   | 40                |
| 90–95 cm   | 42                |
| 95–100 cm  | 44                |
| 100–105 cm | 46                |
| 105–110 cm | 48                |
| 110–115 cm | 50                |
| 115–120 cm | 52                |

确定美制罩杯有两种方法：
1. 胸围差的尺码数(英寸)
2. 胸围差的尺码数(公分)

| 胸圍差(英吋) | <1  | 1     | 2       | 3       | 4       | 5       | 6       | 7       | 8       | 9 | 10 | 11 | 12 | 13 | 14 | 15 | 16 | 17 | 18 |
| 胸圍差(公分) | <10 | 10-12 | 12.5-14 | 14.5-17 | 17.5-19 | 19.5-22 | 22.5-24 | 24.5-27 | 27.5-29 |   |    |    |    |    |    |    |    |    |    |
| 罩杯(美國)   | AA  | A     | B       | C       | D       | DD/E    | DDD/F   | DDDD/G  | H       | I | J  | K  | L  | M  | N  | O  | P  | Q  | R  |
| 罩杯(英國)   | AA  | A     | B       | C       | D       | DD      | E       | F       | FF      | G | GG | H  | HH | J  | JJ | K  | KK | L  | LL |

值得注意的是两个字母和一个字母的差别。
美制系统中还存在AAA。并不代表胸罩尺码，而是供比AA小的胸部使用，用以支撑胸部的。这个型号在一般商店几乎没有出售或仅只作为装饰使用。